# Brassia verrucosa
Espèce
Statut de conservation UICN

 LC  : Préoccupation mineure
Statut CITES
Brassia verrucosa est une espèce d'orchidées du genre Brassia originaire d'Amérique centrale et du Sud.